# Mike Browning
Michael Browning (Tampa, Florida, 1964. május 26.) amerikai dobos/énekes, aki pályafutását a Morbid Angel death metal zenekarban kezdte, az 1980-as évek elején. 1987-ben távozott a zenekarból, majd létrehozta a progresszív death metalt játszó Nocturnus együttest. A Nocturnus 1987 és 1992 között két nagylemezt készített, majd Browning 1992-ben távozni kényszerült az együttesből. Ezt követően csatlakozott az Acheron formációhoz, ahol 1994-ig volt zenekari tag. Jelenlegi zenekara az 1999-ben alakult After Death.

## Biográfia
Pályafutását az 1982-ben alakult Morbid Angel zenekarban kezdte, ahol nemcsak dobolt, de énekelt is. Első dobfelszerelését 14 éves korában vette meg. Kezdetben a Black Sabbath és a Led Zeppelin volt rá a legnagyobb hatással, később előszeretettel hallgatta a Judas Priest, a Slayer, a Mercyful Fate és az Angelwitch lemezeit is. 1986 elején vele került rögzítésre a Morbid Angel Abominations of Desolation lemeze, mely azonban nem jelent meg, mivel az együttes tagjai nem voltak megelégedve az anyag színvonalával (az együttes kiadója az Earache Records ennek ellenére 1991-ben mégis kiadta az anyagot).
1986-ban Sterling Von Scarborough basszusgitárossal távozni kényszerült a Morbid Angel soraiból, mivel az együttes vezetője és gitárosa Trey Azagthoth megismerkedett a nála jóval képzettebb Pete Sandovallal. Scarborough helyére David Vincent került. Browning és Scarborough ezt követően újjáalakították Vincent korábbi zenekarát az Incubust. Ez a formáció Scarborough megnősülése miatt azonban csak nyolc hónapig működött.
Browning elhatározta, hogy saját zenekart hoz létre, így 1987-ben megalapította a Nocturnust. A zenekarnevet a Slayer 1985-ben megjelent Hell Awaits albumán szereplő At Dawn They Sleep egy sorából kölcsönözte („Nocturnal Spectre Hiding From The Light”). A Nocturnus tagjaként két albumon játszott (The Key- 1990, Thresholds-1992), melyek egyéni hangvételű, progresszív death metal muzsikát tartalmaztak. Ezen lemezek egyéni megszólalását nemcsak a sci-fi témákon alapuló dalszövegek szolgáltatták, hanem a death metal műfajában nem megszokott billentyűs hangszerek használata is.
1992-ben távozni kényszerült a zenekarból, majd az Acheron formációban folytatta pályafutását.
Az Acheron tagjaként több lemezen is szerepelt, mígnem 1994-ben innen is távozott. Az Acheron black metal hatásokkal is rendelkező death metalt játszott, kisebb sikerekkel. Az együttes mögött álló Letahl Records promóciós munkája kevésnek bizonyult a szélesebb sikerek eléréséhez, ráadásul Browning egyszer sem kapott szerzői jogdíjat a zenekartól.
Később Lisa Lombardo mellett tűnt fel a Devine Essence oldalán, de az énekesnővel dolgozott egy Wolf And Hawk névre keresztelt projekten is.
Jelenlegi zenekara az After Death, mely a Nocturnushoz hasonló zenét játszik, csak kevésbé komplex dalszerkezetekkel. A dalszövegek központi témája az okkultizmus és a fekete mágia. 2008-ban egy szólóalbumot jelentetett meg Trancemissions címmel.
A jelenleg Floridában élő Browning előszeretettel gyűjti a középkori fegyvereket és az ókori Egyiptomból származó leleteket, de érdeklődik az izomautók iránt is.